# Vrede van Londen (1913)

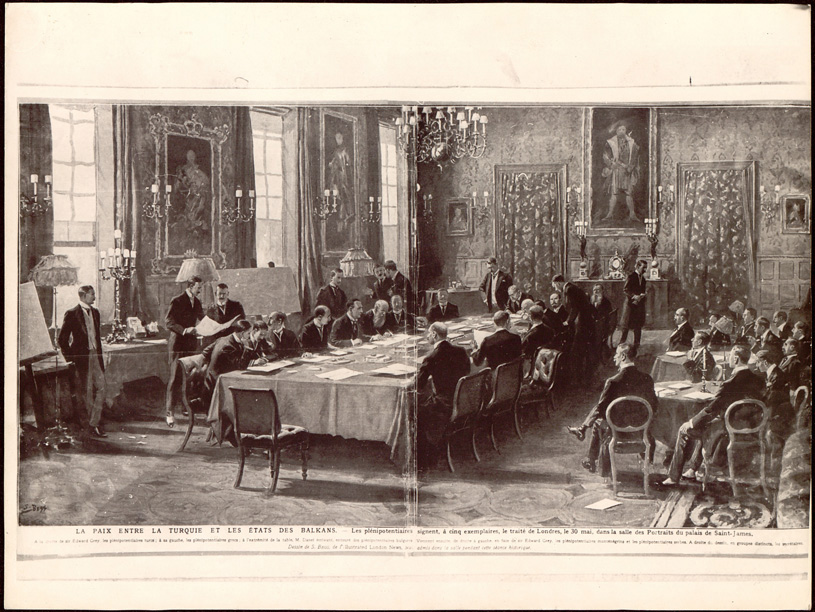
Ondertekening van de Vrede van Londen in 1913.

De Vrede van Londen in 1913 volgde op het einde van de Eerste Balkanoorlog tussen een alliantie van Balkanstaten (Servië, Montenegro, Bulgarije en Griekenland, de Balkanliga) en Turkije. Het verdrag werd op 30 mei in Londen getekend. Turkije moest hierbij een groot gedeelte van zijn grondgebied aan de Balkanstaten afstaan en het verdrag regelde de verdeling van de veroverde gebieden tussen de verschillende partijen op de Balkan.
Vertegenwoordigers van Groot-Brittannië, Duitsland, Rusland, Oostenrijk-Hongarije en Italië ondertekenden het verdrag mede.

## Bepalingen
Het verdrag bepaalde onder meer
- dat Albanië onafhankelijk werd (deze onafhankelijkheid was in 1912 was uitgeroepen, maar door de overige Balkanlanden niet erkend, Voorlopige regering van Albanië),
- dat de stad Scutari aan Albanië kwam en Kosovo en de streek rond Debar (Dibra) aan Servië,
- dat de Sandžak van Novi Pazar werd opgedeeld tussen Servië en Montenegro,
- dat Thracië aan Bulgarije kwam.

## Onbevredigend resultaat
De conferentie begon in december 1912, na de onafhankelijkheidsverklaring van Albanië op 28 november 1912.
Oostenrijk-Hongarije en Italië steunden de oprichting van een onafhankelijk Albanië. Oostenrijk-Hongarije wilde voorkomen dat Servië de Adriatische kust bereikte. Italië had belangstelling voor het grondgebied van Albanië. Rusland steunde Servië en Montenegro. Duitsland en Groot-Brittannië bleven neutraal. Het machtsevenwicht tussen de leden van de Balkanliga ging ervan uit dat Albanië tot het veroverd gebied zou horen dat onder hen zou worden verdeeld.
Omdat Albanië, ondanks de onafhankelijkheid, veel grondgebied moest inleveren aan de buurlanden, werd een groot deel van de etnisch Albanese bevolking buiten de grenzen van het nieuwe Albanië gelaten.
Over de status van Macedonië kon men het niet eens worden. De opdeling van dit gebied kreeg pas na de Tweede Balkanoorlog haar beslag. Deze oorlog brak in juni 1913 uit, waarna in augustus de Vrede van Boekarest werd gesloten.